# Jeanne Gail
Jeanne Gail (* 23. Oktober 1936 in den Vereinigten Staaten; † 6. Februar 1988 in Monterey, Kalifornien) war eine US-amerikanische Kinderdarstellerin.

## Leben
Gail war von 1945 bis 1948 Kinderdarstellerin und drehte drei Filme. Im Horrorfilm The Woman Who Came Back verkörperte sie Peggy Gibson, die Nichte der Hauptfigur Matt Adams, die durch angebliche Hexerei erkrankt. Ihre bekannteste Rolle war die der jungen Mary Hatch, der zukünftigen Frau des Hauptdarstellers, in der Tragikomödie Ist das Leben nicht schön?. In der Filmkomödie Arthur Takes Over spielt sie 1948 das Mädchen Betty Lou und im Film The Tender Years das Mädchen Jeanie. Im Musical-Film Du sollst mein Glücksstern sein sang sie im Chor, ohne im Abspann erwähnt zu werden. Den Durchbruch als Erwachsenendarstellerin schaffte sie nicht. Sie hatte später nur noch mehrere kleinere Rollen, die nicht im Abspann erwähnt wurden.
Gail war mit Paul E. Gifford verheiratet und starb Anfang Februar 1988 mit 51 Jahren.

## Filmografie
- 1945: The Woman Who Came Back
- 1946: Ist das Leben nicht schön? (It's a Wonderful Life)
- 1947: Der Weg nach Rio (Road to Rio)
- 1948: Arthur Takes Over
- 1948: The Tender Years
- 1952: Du sollst mein Glücksstern sein  (Singin' in the Rain)
- 1952: Hat jemand meine Braut gesehen?
- 1952: Gefährliches Blut
- 1953: Space Patrol (Fernsehserie, 1 Folge)
- 1954: About Mrs. Leslie
- 1954: Sinuhe der Ägypter
- 1955: The Christophers